# 長友梨沙
長友 梨沙（ながとも りさ、1986年4月23日 - ）は、日本の女性シンガーソングライターである。愛知県小牧市出身、血液型はO型。東京都内の病院で看護師として勤務しながら、主に関東圏で音楽活動を行っている。

## ヒストリー
公立春日井小牧看護専門学校を卒業後、上京し音楽専門学校へ通う。同校を卒業後にシンガーソングライターとして活動を始める。
2014年
- 11月 5日 レコ発ライブ開催（大塚Hearts+）。1stシングル『もしもあなたがおじいちゃんになったら』でインディーズデビュー。同時に路上ライブ90日間でCD1500枚を手売りするチャレンジを開始。
- 12月24日 シンガーソングライター 乙羽美穂と共同で『長友梨沙＆乙羽美穂企画 クリスマスライブ！』を開催（大塚Hearts+）。

2015年
- 3月23日 シンガーソングライター 乙羽美穂と共同で『長友梨沙＆乙羽美穂企画 Spring LIVE♪～花より宴～』を開催（大塚Hearts+）。
- 4月22日 2ndシングル レコ発ライブ開催（大塚Hearts+）。
- 4月23日 2ndシングル『In the name of Love』を発売。
- 5月24日 千葉市『母の日コンサート2015（千葉市民会館）』に出演。
- 6月14日 千葉県『県民の日幕張フェスタ 県民コンサート in WBG（ワールドビジネスガーデン）』に出演。
- 6月20日 路上ライブ90日間でCD1500枚を手売りするチャレンジ、90日目でチャレンジ達成。
- 6月29日 路上ライブ90日間でCD2000枚を手売りするチャレンジを開始。
- 7月25日 千葉市『蘇我勤労市民プラザ主催 ありがとう！まつり～今までもそしてこれからも～』に出演。
- 10月14日 インターネットラジオ CROSS WAVE☆SENJU「それいけ青空ラジオ」にゲスト出演。
- 11月22日 1stシングル『もしもあなたがおじいちゃんになったら』リマスター盤を発売。
- 12月16日 インターネットラジオ CROSS WAVE☆SENJU「それいけ青空ラジオ」にゲストパーソナリティとして出演。
- 12月19日 路上ライブ90日間でCD2000枚を手売りするチャレンジ、90日目でチャレンジ達成。
- 12月24日 1stアルバム『愛の看護』を発売。
- 12月25日 路上ライブ90日間でCD3000枚を手売りするチャレンジを開始。

2016年
- 1月26日 初のワンマンライブ『空を見上げて』（大塚Hearts+）を開催。

## ディスコグラフィー

### シングル
1. もしもあなたがおじいちゃんになったら（2014年） RISA-01
  1. もしもあなたがおじいちゃんになったら
  2. 春がくるのに
  3. 生きてるうちに伝えなくちゃ
2. In the name of Love （2015年） RISA-02
  1. In the name of Love
  2. Love Rescue Me
  3. Don't leave me Alone

### アルバム
1. 愛の看護 （2015年） RISA-04
  1. In the name of Love
  2. Starting over
  3. もしもあなたがおじいちゃんになったら
  4. Don't leave me Alone
  5. 空を見上げて
  6. You make me crazy
  7. Shining Star
  8. Love Rescue Me
  9. 春が来るのに
  10. One more love